# 3FM Serious Request 2019
3FM Serious Request: The Lifeline 2019 was de zestiende editie van Serious Request. Net als in 2018 was er geen glazen huis, maar gingen dj's van de radiozender op de voet door het land om acties te bezoeken. De wandeltocht begon in Goes en eindigde in Groningen en duurde een week. Het evenement was in samenwerking met het Rode Kruis. De opbrengst kwam uiteindelijk neer op € 1.418.513.

## Geschiedenis
Op 3 mei 2019 maakte 3FM bekend dat jaar opnieuw een editie van Serious Request te gaan organiseren. Twee maanden later werd er meer duidelijk over de invulling van deze editie. In plaats van drie routes, zoals in 2018, zal er langs één route tussen Goes en Groningen gewandeld worden. Dj's van de zender gaan in teams van 2 elkaar afwisselen om een stuk te lopen en uitzendingen te maken. Tijdens de laatste avond was in Groningen op het plein de Ossenmarkt een eindshow waar de opbrengst bekendgemaakt werd.
Op 8 november 2019 kondigde Sander Hoogendoorn in zijn ochtendprogramma aan dat muzikant Blanks het themalied voor deze editie ging produceren. Het nummer werd eind november uitgebracht onder de naam Everything's Changing.

## Doel
Tijdens Serious Request 2019 zal er geld ingezameld worden voor slachtoffers van mensenhandel. De opbrengst gaat gebruikt worden om voorlichting te geven en slachtoffers psychologische steun te bieden. In tegenstelling tot de editie in 2018 is er maar één doel. Ophalen van geld zal gebeuren via het verzamelen van directe donaties, opbrengsten uit acties, het organiseren van een veiling en het tegen betaling aanvragen van nummers.

## Invulling

### Dj-teams

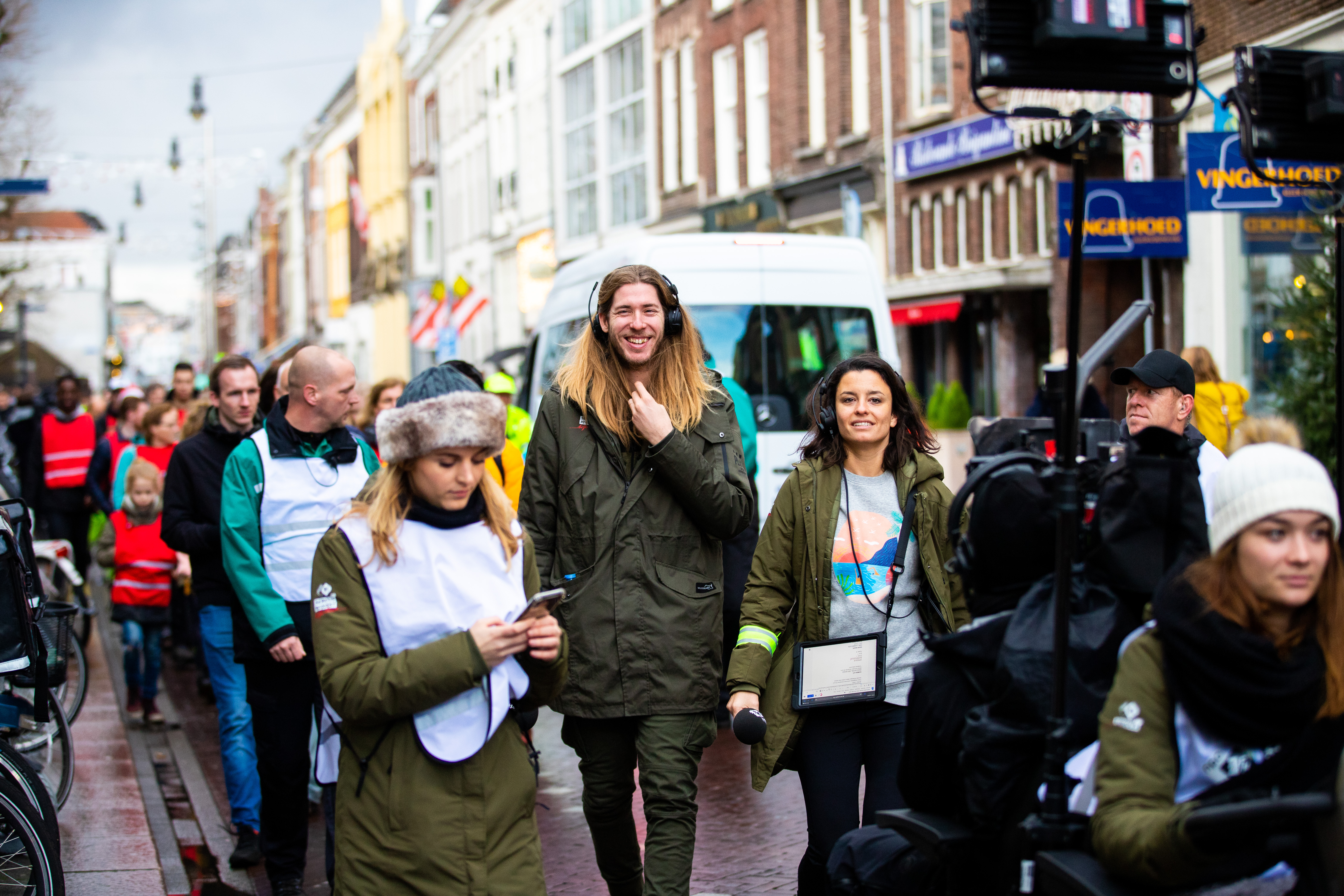
Dj-team Eva Koreman en Frank van der Lende in Den Bosch

Zes dj's van de zender vormden drie teams die tijdens Serious Request 2019 elkaar afwisselden langs de wandelroute. De drie teams bestonden uit:
- Sander Hoogendoorn en Herman Hofman
- Mark van der Molen en Jorien Renkema
- Eva Koreman en Frank van der Lende

Aanvankelijk zou radio-dj Rámon Verkoeijen ook meedoen, maar begin december 2019 werd duidelijk dat hij voor bepaalde tijd stopt met radio maken. Jorien Renkema verving zijn positie in de dj-teams die de route gingen afleggen.

### Looproute

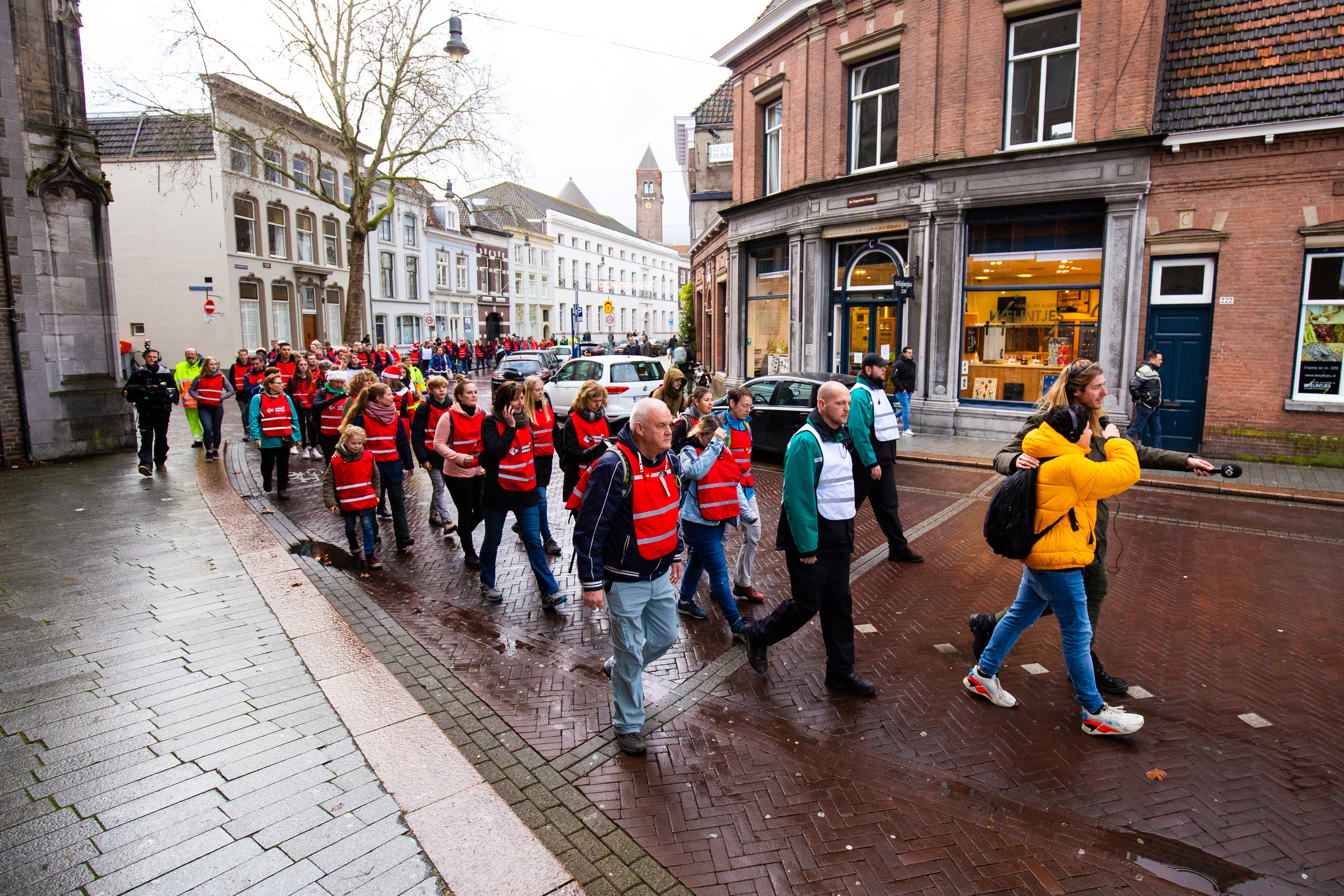
Bij elke wandeletappe worden de dj's gevolgd door een stoet van wandelaars. Op de foto rechts dj Frank van der Lende en links de mensen die mee lopen die zijn te herkennen aan de rode hesjes.

De looproute was verdeeld in 25 etappes die gemiddeld 17 tot 20 kilometer lang zijn. De totale route had een lengte van 488 kilometer. Elke etappe eindigde bij zogenaamde Chequepoints waar activiteiten georganiseerd werden en actievoerders en bezoekers hun ingezamelde geld konden inleveren. Op deze locaties wisselden ook de dj-teams.
De onderstaande tabel geeft de trajecten weer.
| Dag       | 02:00 - 08:00                                                                                        | 08:00 - 14:00                                                                                 | 14:00 - 20:00                                                                                         | 20:00 - 02:00                                                                                     |
| --------- | --- | --------------------------------------------------------------------------------------------- | --- | ------------------------------------------------------------------------------------------------- |
| wo 18 dec | |                                                                                               | Etappe 1 Sander en Herman Goes Kloetinge Waanskinderen Kapelle Biezelinge Schore Hansweert Kruiningen | Etappe 2 Mark en Jorien Kruiningen Oostdijk Krabbendijke Stationsbuurt Rilland Oesterdam          |
| do 19 dec | Etappe 3 Frank en Eva Oesterdam Völckerdorp Woensdrecht Hoogerheide Zandfort Korteven Bergen op Zoom | Etappe 4 Sander en Herman Bergen op Zoom Heerle Wouw Vinkenbroek Bulkenaar Tolberg Roosendaal | Etappe 5 Mark en Jorien Roosendaal Nieuwenberg Oudenbosch Zevenbergen                                 | Etappe 6 Frank en Eva Zevenbergen Achterdijk Zevenbergschen Hoek Wagenberg Made                   |
| vr 20 dec | Etappe 7 Sander en Herman Made Geertruidenberg Raamsdonksveer Raamsdonk Waspik Waalwijk              | Etappe 8 Mark en Jorien Waalwijk Drunen Vlijmen Deuteren Den Bosch                            | Etappe 9 Frank en Eva Den Bosch Rosmalen Nuland Geffen Oss                                            | Etappe 10 Sander en Herman Oss Berghem Schaijk Reek De Elft Grave                                 |
| za 21 dec | Etappe 11 Mark en Jorien Grave Nederasselt Overasselt Malden Nijmegen                                | Etappe 12 Frank en Eva Nijmegen Lent Oosterhout Elst De Laar Arnhem                           | Etappe 13 Sander en Herman Arnhem Velp Rheden De Steeg Ellecom Dieren                                 | Etappe 14 Mark en Jorien Dieren Spankeren Leuvenheim Brummen Rhienderen Oeken Voorstonden Zutphen |
| zo 22 dec | Etappe 15 Frank en Eva Zutphen Warnsveld Almen Groot Dochteren Laren                                 | Etappe 16 Sander en Herman Laren Harfsen Kring van Dorth Epse Deventer                        | Etappe 17 Mark en Jorien Deventer Schalkhaar Heeten Raalte                                            | Etappe 18 Frank en Eva Raalte Mariënheem Haarle Holten                                            |
| ma 23 dec | Etappe 19 Sander en Herman Holten Rijssen Nijverdal Hellendoorn                                      | Etappe 20 Mark en Jorien Hellendoorn Schuilenburg Rhaan Hankate Lemele Ommen                  | Etappe 21 Frank en Eva Ommen Witharen Ommerschans Balkbrug Den Kaat Nolde Schottershuizen Zuidwolde   | Etappe 22 Sander en Herman Zuidwolde Lubbinge Ten Arlo Hoogeveen Stuifzand Zwartschaap Pesse      |
| di 24 dec | Etappe 23 Mark en Jorien Pesse Spier Beilen Eursinge Hooghalen                                       | Etappe 24 Frank en Eva Hooghalen Assen Rhee Ubbena Vries                                      | Etappe 25 Sander en Herman Vries Donderen Bunne Winde Schelfhorst Eelderwolde Groningen               |                                                                                                   |

### Eindfeest
Als afsluiting vond er in Groningen een eindfeest plaats op het plein Ossenmarkt. Voorafgaand aan de bekendmaking van het eindbedrag vonden er optredens plaats van artiesten. De Ossenmarkt was tevens het eindpunt van de laatste wandeletappe.

## Verslaggeving
| Dj's                                                    | Actie                                              |
| ------------------------------------------------------- | -------------------------------------------------- |
| Wijnand Speelman                                        | Reportages vanuit Colombia                         |
| Vera Siemons Olivier Bakker Rob Janssen Sophie Hijlkema | Verslaggeving chequepoints (wisselpunten dj-teams) |
| Ajouad el Miloudi Eva Cleven                            | Presentatie tv-programma Serious Roadtrip op NPO 3 |
| Sagid Carter                                            | Presentatie YouTube live stream                    |
| Joram Kaat                                              | Presentatie langs The Lifeline op NPO 1            |

## Tussenstanden
Elke dag werd er rond 18.00 de tussenstand bekendgemaakt. Dat gebeurde via het onthullen van een grote cheque bij de dj's die op dat moment aan het wandelen waren.
| Dag         | Bedrag      |
| ----------- | ----------- |
| 19 december | € 342.195   |
| 20 december | € 494.582   |
| 21 december | € 629.333   |
| 22 december | € 802.751   |
| 23 december | € 935.427   |
| 24 december | € 1.103.762 |